# اوستروژسکا نووا وس
اوستروژسکا نووا وس (به چکی: Ostrožská Nová Ves) یک منطقهٔ مسکونی در جمهوری چک است که در ناحیه اوهرسکه هرادیشتی واقع شده‌است. اوستروژسکا نووا وس ۲۶٫۰۵ کیلومتر مربع مساحت و ۳٬۳۵۷ نفر جمعیت دارد و ۱۸۲ متر بالاتر از سطح دریا واقع شده‌است.